# Ibănești (Vaslui)
Ibăneşti è un comune della Romania di 1 574 abitanti, ubicato nel distretto di Vaslui, nella regione storica della Moldavia. 
Il comune è formato dall'unione di 3 villaggi: Ibănești, Mânzați, Puțu Olarului.
Ibăneşti è divenuto comune autonomo nel 2003, staccandosi dal comune di Alexandru Vlahuţă.
Nel 1889, nei pressi del villaggio di Mânzaţi, venne scoperto lo scheletro di un mammuth, esattamente della specie Deinotherium gigantissimum, attualmente conservato presso il Museo di Scienze Naturali Grigore Antipa di Bucarest; proprio in conseguenza di questo ritrovamento e di altri minori effettuati a poca distanza, tutta l'area è stata dichiarata nel 2005 riserva paleontologica di interesse nazionale.